# Maghull
Maghull is een Civil parish in het bestuurlijke gebied Sefton, in het Engelse graafschap Merseyside. De plaats telt 20.444 inwoners.